# Glicko
Glicko – wieś sołecka w Polsce położona w województwie zachodniopomorskim, w powiecie goleniowskim, w gminie Nowogard.
W latach 1975–1998 miejscowość administracyjnie należała do województwa szczecińskiego.
W latach 1968–1990 stacjonował tu 37 dywizjon rakietowy Obrony Powietrznej ze składu 26 Brygady Rakietowa Obrony Powietrznej.